# Tribes 2
Tribes 2 est un jeu vidéo de tir à la première personne multijoueur développé par Dynamix et publié par Sierra Entertainment. Constituant le second opus de la série Tribes, il fait suite à Starsiege: Tribes. Il est sorti initialement sur Microsoft Windows le 29 mars 2001 et Linux le 19 avril 2001. Le jeu se distingue par son orientation multijoueur massive dans le genre FPS et propose un univers de jeu étendu. Tribes 2 a ensuite été distribué en tant que freeware en 2015 par Hi-Rez Studios.

## Système de jeu
Tribes 2 propose une variété de modes de jeu, incluant notamment Capture the Flag et Deathmatch. Les cartes du jeu se caractérisent par leur étendue et leur diversité, offrant aux joueurs la possibilité d'utiliser des jetpacks pour une mobilité verticale ainsi qu'un ensemble de véhicules terrestres et aériens. Le jeu met à disposition différentes classes d'armures et un large éventail d'armes, encourageant un style de jeu tactique et une approche variée des situations. Les parties multijoueurs peuvent supporter jusqu'à 128 participants.

## Développement et sortie
Tribes 2 a été développé par Dynamix. Le portage du jeu sous Linux a été réalisé par Loki Entertainment. La sortie initiale sur Microsoft Windows a eu lieu en Amérique du Nord le 29 mars 2001, suivie de la sortie en Europe le 13 avril 2001, et au Japon le 22 juin 2001. La version Linux a été mise à disposition le 19 avril 2001. Le jeu fonctionne grâce au moteur de jeu Torque 3D. Bien que le moteur Torque 3D ait été publié en open source sous licence MIT le 20 septembre 2012,, le code source spécifique de Tribes 2 n'a pas été rendu public.

### Fermeture des serveurs officiels et restauration communautaire
Le 2 novembre 2008, Sierra/Vivendi a procédé à la désactivation des serveurs d'authentification indispensables au mode multijoueur en ligne. Néanmoins, en 2009, un patch non officiel développé par la communauté de fans a permis de rétablir la fonctionnalité multijoueur, assurant la pérennité du jeu en ligne.

### Passage en freeware et distribution ultérieure
En 2004, Vivendi Universal Games a diffusé Tribes 2 en freeware, dans le but de stimuler l'intérêt pour le prochain opus de la série, Tribes: Vengeance. Par la suite, en 2015, Hi-Rez Studios a également mis le jeu à disposition gratuitement.

### Collaboration musicale avortée avec Mötley Crüe
Il est à noter que le groupe Mötley Crüe a composé une chanson pour Tribes 2, laquelle n'a cependant jamais été intégrée à la version finale du jeu.

## Accueil et réception
À sa sortie, Tribes 2 a rencontré un accueil critique généralement favorable. Le site Metacritic lui attribue un score de 88/100, basé sur une compilation de 28 critiques.
Parmi les nombreuses publications ayant évalué le jeu, plusieurs lui ont accordé des notes particulièrement positives :
- Jeuxvideo.com : 16/20[15]
- IGN : 8.9/10[16]
- GameSpot : 8.5/10[5]
- Eurogamer : 8/10[4]

### Analyse des critiques
Kevin Rice, rédacteur pour NextGen, a souligné que : « Ce n'est pas très intuitif pour les novices, et la configuration minimale requise est exigeante, mais [le jeu] est exceptionnellement réussi en matière de chaos multijoueur en équipe ». De son côté, Human Tornado, de GamePro, a noté que « les habitués de Tribes voudront acquérir Tribes 2, mais les néophytes devront s'armer de patience pour pleinement apprécier le jeu ».
Sur le plan commercial, Tribes 2 a également rencontré le succès. Au moment de la fermeture de Dynamix en novembre 2001, les ventes avaient déjà dépassé les 200 000 exemplaires.